# 臺灣版畫
臺灣版畫是源於中國版畫的刻印，而臺灣的版畫一直到清代中期後才開始有明顯的進展，因反清復明的鄭成功率軍來臺，趕走當時佔領台灣的荷蘭人及西班牙人，使漢人在臺人數漸多，於移民過程中將民間的傳統版畫帶入臺灣，並且逐步發展了三〇年代的木刻版畫、五〇年代的現代版畫及其後的數位版畫等。

## 發展歷史

### 明鄭時期
臺灣版畫淵源於中國福建、廣東一帶，明末，鄭成功開台以後，關係更為密切。
鄭成功攻臺之役結束了荷蘭東印度公司在臺灣的經營，開啟了明鄭政權對臺灣的統治，經由鄭氏的引導，漢人大舉移入。鄭經繼位後，在陳永華的輔佐之下文化發展日趨主導，設立府縣、安撫司、頒行軍民開墾條款及建立孔廟，又興辦學校，開啟漢文化在臺之端。1671年，明鄭所刊《大明永曆二十五年歲次辛亥大統曆》曆書刊本，是出現在臺灣最早的雕版印刷品，不僅是在臺首次發行的漢文字，也証明臺灣官方出版事業的開啟，雖然只有單薄的十四頁，卻是鄭經在海角孤島上藉以生聚教訓、勵精圖治的藍本。目前大統曆存於英國劍橋麥格德倫學院柏貝斯圖書館、大英博物館，而牛津大學藏有兩部。

### 清治時期
中國東南沿海的居民逐漸自福建、廣東渡海來臺拓墾，而「木版水印」這項民俗巧藝也隨著移民的腳步而引入，其風格與用途均與閩、粵相似。
臺灣傳統的木刻水印版畫造型素樸、豐富多彩，無論公家或民間的刊刻，皆以實用為主，並不刻意求美，大致可分為用於經卷善書的版印圖書，以及歲時節慶所使用的民俗版畫兩大類。
版印圖畫中，有官方的方志，以及民間刊行的經書、善書等。在各類圖書中不乏插圖，少則見於扉頁或卷末，多則散見書中，達數十頁。其中，1684年由諸羅知縣季麟光所創的《臺灣郡志稿》描繪當時的臺灣山水風貌，這些志書卷首的版畫風景，是明清時期展現臺灣風情的重要圖像史料，但全文已散佚，未曾刊行。目前所存最早的志書為高拱乾於康熙年間所修的《臺灣府志》，另有周元文的《續修臺灣府志》及魯鼎梅修《臺灣縣志》、楊浚修《淡水廳志》等。清代出版的志書中，內頁插圖最具歷史價值及精美的為《諸羅縣志》，刻畫十幅有關臺灣原住民生活的插圖，包括：乘屋、插秧、穫稻、登場、賽戲、會飲、舂米、補鹿、捕魚、採檳榔等十頁，可惜臺灣不存其刊本。

而民間版畫的印書事業，以道咸年間崛起的「松雲軒刻字店」水準最高，是臺灣最早的印書店，刊行包括時人著作、學堂用書、經書、善書、神像版畫、寺廟籤詩等。
臺灣傳統版畫除了官印方志及民間圖書之外，尚有民間廣泛流傳的「民俗版畫」。民俗版畫的印刷以紙店及散布各地的廟宇(鑾壇)為傳布中心，民俗版畫的印刷數量不小、品類複雜，印本均缺年代可查。臺灣早期的民俗版畫的雕版印刷以臺南為中心，歷史較久的百年紙店，大都集中在赤嵌樓附近的米街(今新美術) ，印製春聯、斗方、門神、掛箋等民俗用品。最古老的一家為「王泉盈紙莊」，自福建泉州府晉江石獅來臺，但其後雕版多毀於二次大戰之中，現存早期泉盈出品的版畫印本，有獅子啣劍及門神數種(神荼鬱壘、秦瓊尉遲公、加冠晉祿等)等。
臺灣民俗版畫的另一特色為「即用性」的印刷品，在使用過後會任其逐漸損毀，或者立即燒化，因此保存不易，大致可歸納為四類：一、吉祥版畫：包括歷史故事畫、年畫、門楣掛箋、斗方、對聯等。 二、宗教版畫：祭祀用版畫(觀音媽聯)、佛壇及道壇版畫(觀音菩薩)、廟宇及鑾壇印製之版畫(神馬、神符等)、糊紙業用彩紙版畫(燈座彩紙)。 三、娛樂用版畫：葫蘆問、陞官圖、四色牌等。 四、其他版畫：官方雕印的功牌、執照、銀票、契尾，民間的包裝紙、信箋及商鋪用印記。

同時期也有西方人描繪台灣風土民情的版畫。

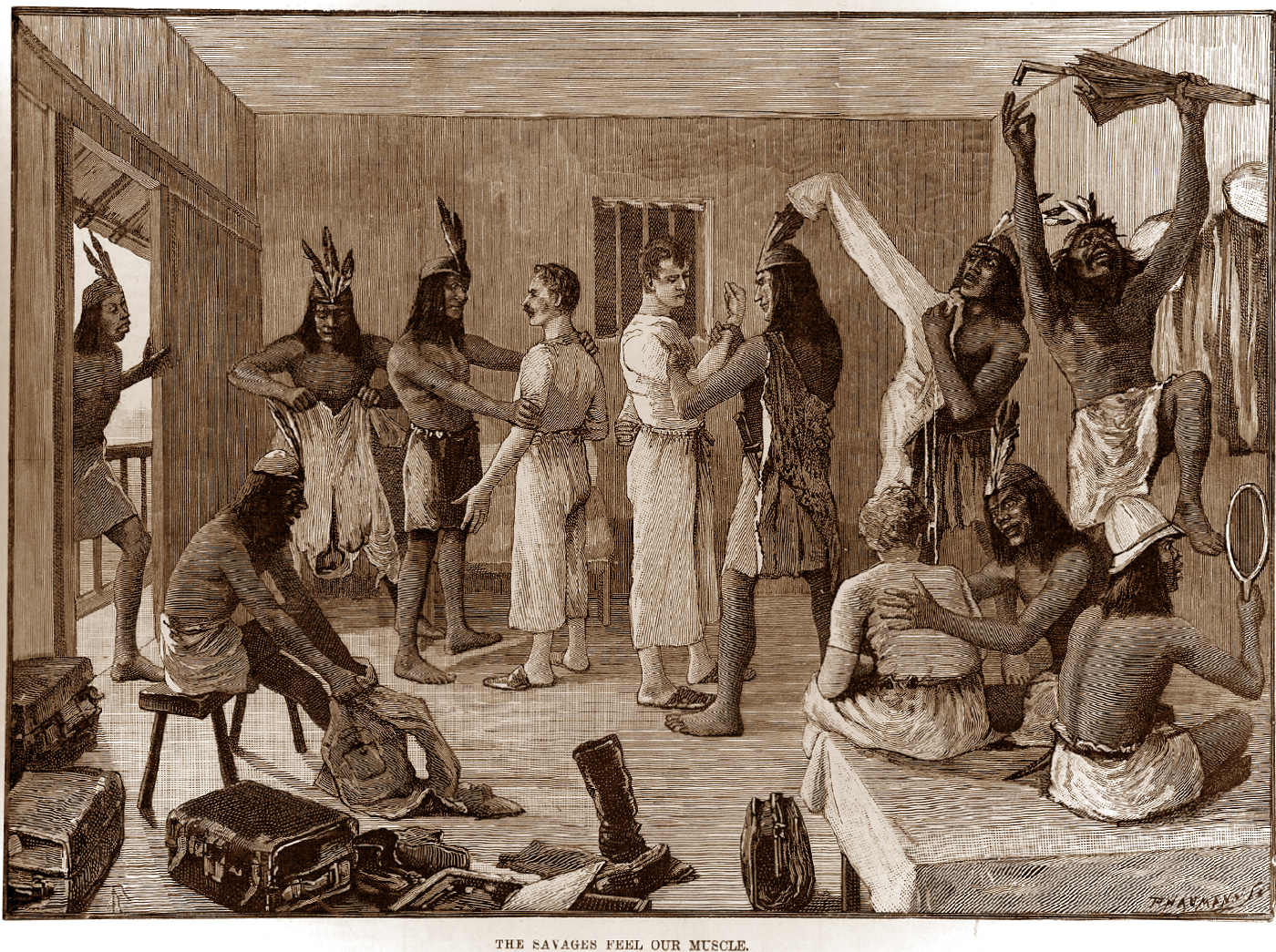
1880年代描繪打狗（今高雄）一帶原住民與西方人士相遇情景之版畫
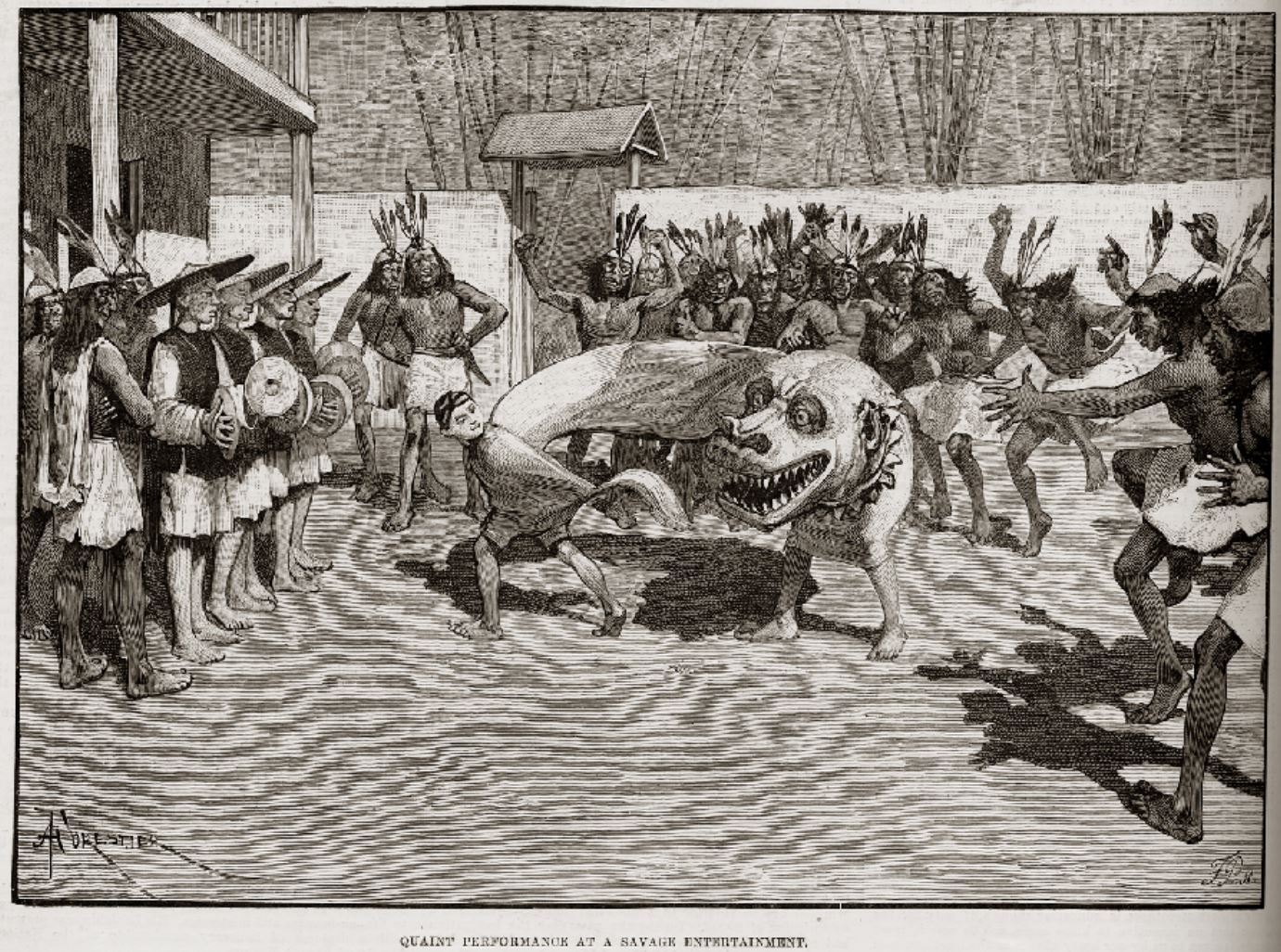
1880年代描繪打狗（今高雄）一帶原住民參與舞龍舞獅情景的版畫圖

### 日治時期
日人來臺後，西洋的石版印刷術也開始進入臺灣，這種新式印刷技術的傳入，使得雕版印刷走向式微之路，石版畫因為畫面線條清晰，色彩均勻艷麗，比水印木版更為細緻；同時石版印刷又能大量生產、速度快且價格便宜，取代了水印版畫的地位。
西元1883年英國基督場老教會巴克禮牧師（Dr. Thomas Barclay 1849-1935），自英國輸入一批印刷器材到臺南臺灣教會公報社，用來印刷教會公報，坊間印刷廠也有利用銅版印刷民俗版畫販賣。至平版印刷術盛行後，實用性逐漸被現代印刷術取代，石版印刷及銅版印刷便相繼沒落了。現陳列於臺南神學院教會歷史資料館中的四十八塊銅版畫的原版，是最先傳入臺灣的銅版畫。
雖然在甲午戰爭一戰，清廷將臺灣、澎湖割讓給日本，但在臺灣已久的漢文化仍傳承於人民的生活當中，其與民間信仰關係深厚的小型印刷品，如冥紙和佛像之雕刻，保守性特別強，利用木版印刷的技術印製流傳，仍零星的保存於臺灣各地。
《媽祖》期刊，是由日籍詩人作家西川滿擔任編輯與發行人，創刊於1934年10月10日，1938年3月3日休刊。刊名來自臺灣傳統信仰中的海洋女神「媽祖」，並於每冊結尾皆附上媽祖小傳。聘請當時在臺的日本畫家，如立石鐵臣、宮田彌太郎、小林朝治、川上澄生、福井敬一等人，依詩句、散文內容，以台灣人的日常生活和台灣風物構築出獨特的版畫世界，充滿個性的作品受到高度評價。

《民俗臺灣》月刊，是臺灣在日治末期出版的民俗雜誌，專門介紹臺灣的風土民情，主要內容包括神明祭儀、年節歲時、占卜咒術、民間禁忌與生活信俗、生命禮俗、社會慣習、臺語與俚諺傳說、遊戲競技、民藝戲曲、民俗醫療、民俗文化與民俗學討論等。1941年7月創刊，1945年1月停刊。日籍畫家立石鐵臣從創刊號起即參與編務，第二期開始負責封面設計，並推出膾炙人口的「台灣民俗圖繪」，總共發表了101幅版畫作品。立石鐵臣將臺灣社會現象、民藝、街頭景觀、民俗表演及古老建築等充滿鄉土氣息的風物，以純樸單純的刀法，呈現如童畫般的稚氣，予人印象深刻，為今天的臺灣民俗留下珍貴的紀錄。

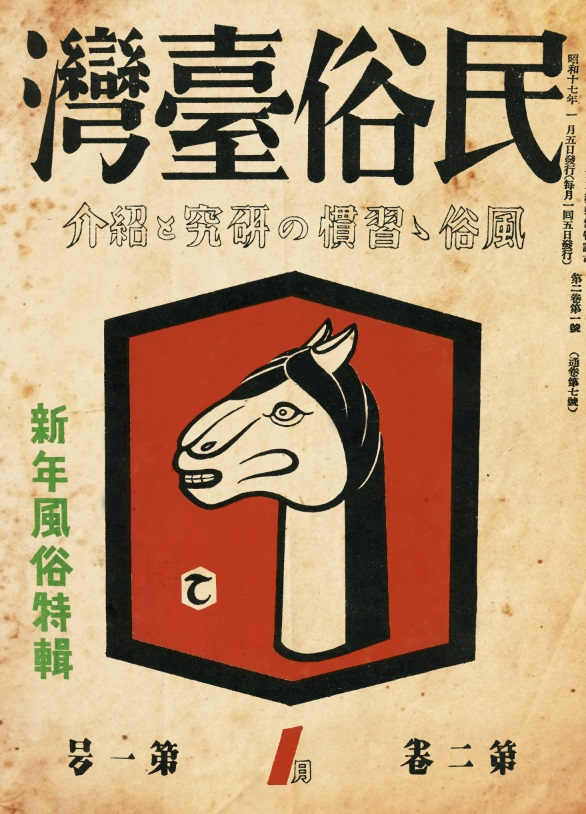
1942年《民俗臺灣》第二卷第一號之封面
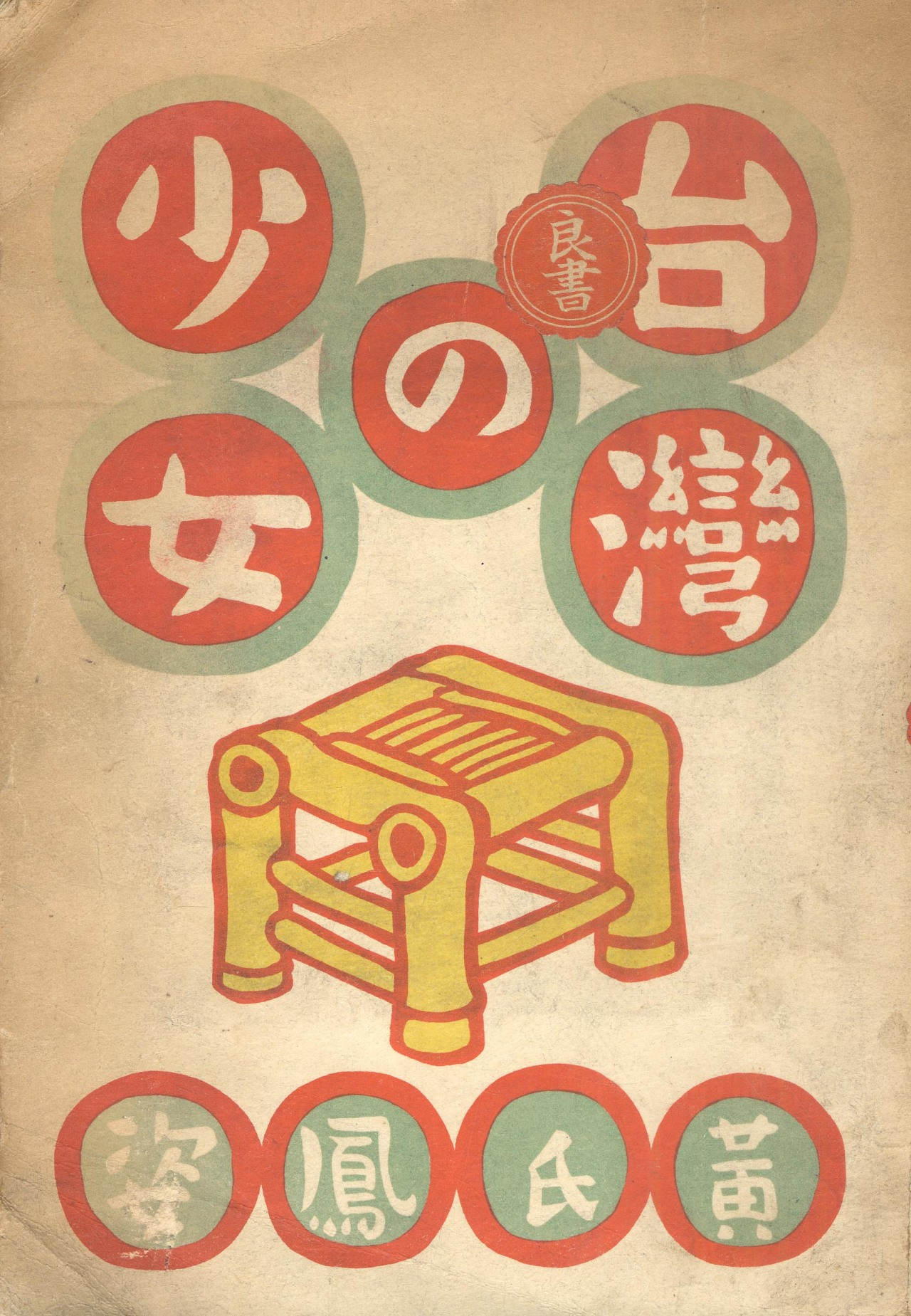
1943年黃鳳姿作品《台灣の少女》封面
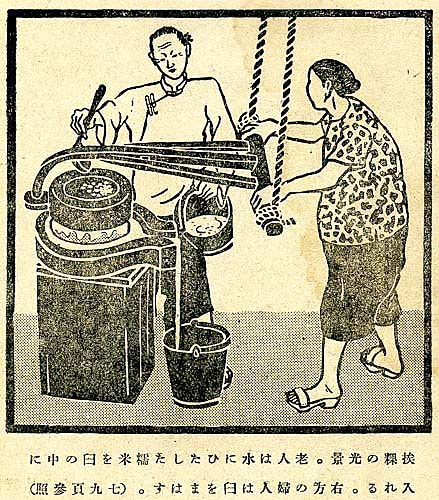
立石鐵臣繪製的《台湾の家庭生活》
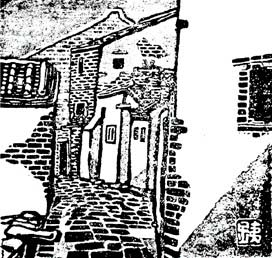
立石鐵臣繪製的鹿港巷道，原載於《民俗台灣》10號（1942年4月）

### 戰後時期
1945年8月15日，日本宣布投降，臺灣結束了半世紀的日本殖民統治。另一方面，三Ｏ年代左翼思潮形成的全球性運動，在中國，以魯迅倡導的新興版畫運動，其反帝國、反封建的精神成為中國當時的美術主流。
戰後初期，這批作為左翼政治、宣傳畫為特色的木刻版畫，也隨著一批活躍於抗日期間國統區文宣隊的木刻家們來到臺灣，例如：黃榮燦、朱鳴岡、陳庭詩、汪刃鋒、荒煙等人，他們與臺灣當地的文藝家、美術家們共同開展了廣泛而活躍的工作，如開書店、辦展覽、發表文章、創作作品、教學等方式。這批來自中國的木刻家，或驚嘆於臺灣的迷人風光，或感佩勞苦大眾的堅忍求存，作品中充分流露出對臺灣土地及人民深厚的情感。
1947年，臺灣發生「二二八事件」，具有左傾色彩的木刻家恐怕國民黨的迫害，紛紛返回中國，除黃榮燦及陳庭詩留下。兩個月後黃榮燦以「力軍」為筆名發表於上海《文匯報》的《恐怖的檢查》，是當時最早、最快紀錄當時二二八歷史悲劇的形象，也是二二八事件發生期間唯一留下的美術作品，現存於日本神奈川縣立近代美術館。
1949年，國民政府在中國大陸的形勢逆轉，年底全面返台，除國軍部隊外，也引進了相當數量的移民及美術人口，方向、陳洪甄、陳其茂、朱嘯秋、周瑛等木刻家來臺。他們早期的創作題材及風格，與抗日期間偏重於政治性考量相同，富有濃厚的政治宣傳意味，作品充滿戰鬥性。
插圖式的戰鬥版畫，充分表現了反共復國的希望與決心，尤有政策背景的支持，儼然是反共動員時代的當權派。隨著台海形勢和緩，革命美術漸漸式微，加以抽象繪畫崛起為為世界風潮，這些木刻家們也漸漸走向抒情式表現的道路。同時，也有一些青少年時期隨軍來臺或是隨父兄遷居臺灣的藝術家，作品表現對中國家鄉生活的懷念：也有以社會生活和人倫親情為表現的主題，如吳昊、朱為白、江漢東、秦松、李國初等。
1949年5月，當戒嚴令發布生效，在剷除異己及反左傾的環境下，政府對美術家的迫害與威脅層出不窮，而二二八事件後留下的黃榮燦也在恐共情緒瀰漫的白色恐怖時期，不幸成為第一批犧牲者，自此具有社會運動性格的木刻版畫表現，在台灣全面式微。五〇年代開始的「白色恐怖」，政治氣氛，使得版畫在形式及內容方面收到限制。隨著現代主義思潮的開啟，歐美資訊的進入，國內畫壇掀起一股現代藝術運動的風潮，版畫家也藉著作品半具象，甚至抽象的表現，進行形式和內容的實驗。
1958年隨著「現代版畫會」的成立，版畫作為一種創作的形式，取代了過去以傳統木刻手法宣傳反共、戰鬥情緒的戰鬥木刻版畫。五〇年代末期為媒材實驗的開展期，李仲生的精神感召及旅居海外的蕭勤大量引介歐美藝術的影響之下，現代版畫會的成員們傾向新媒材的實驗，各自尋求拓展印製的手法，大多形成獨幅版畫，如秦松、江漢東、陳庭詩、李錫奇、施驊、吳昊等人作品均入選1959年第五屆巴西聖保羅國際雙年展，其中秦松的木刻版畫作品《太陽節》更獲得「榮譽獎」的殊榮；次年李錫奇的《中國古城》一作也入選法國巴黎第一屆國際青年藝展。他們將傳統版畫的形式提升到現代藝術的精神領域中，也帶動了六〇年代台灣美術現代化的開展。
1960年代是臺灣現代繪畫運動的高峰期，由1957年成立的「五月畫會」、「東方畫會」及1958年創立的「現代版畫會」的啟動，形成臺灣美術史上罕見的「畫會時期」。其中，現代版畫會成員的創作多以抽象的造型作為表現，學校的版畫教學則以傳統木刻版畫為主，也由於國外版畫藝術資訊的取得不易，所以對木刻以外的版種乃顯陌生。六〇年代末，一群熱愛版畫的藝術工作者方向、周瑛、朱嘯秋、陳其茂、李錫奇、李國初、韓明哲等人，為「團結版畫界人士，從事版畫創作，研究版畫理論，發揚中華文化，促進國際藝術文化之交流，加強反共宣傳」，乃聚合同好五十二人（包括老、中、青三代）於1970年3月在台北組織「[[中華民國版畫學會」以共同推動版畫藝術。自學會成立後，舉辦研究展覽，提高藝術水準，編印版畫書刊，擴大社會影響，聯繫國際版畫家，促進文化交流，對我國版畫藝術之推廣與發展具實質的影響。
七○年代初，臺灣由於一連串外交失利，接連釣魚台運動、退出聯合國及中美斷交等衝擊，致許多國際性藝術活動被迫停止，藝術創作活動陷入低潮，加上許多會員出國，1972年現代版畫會宣佈解散。
1973年春，旅居美國的國際知名版畫家廖修平回國傳授現代版畫，他除了在國立臺灣師大、中國文化學院、國立藝專等校開設版畫課程及在台北設立版畫工作室外，並到處講習示範，同時攜帶幻燈片及外國版畫原作給國內展示，且指導一些愛好版畫的藝術家從事版畫製作的表現，如此逐漸喚起社會大眾之注目；加上全省美展設置版畫部、大專院校開設版畫課程、版畫展覽亦趨於頻繁，短短數年，版畫製作成為熱門，坊間也出現專供藝術家製作絹印的工作室，加以報章雜誌不斷的報導，現代版畫就在國內生根茁壯起來。
1974年，由廖修平直接或間接指導過的愛好版畫的年輕藝術家鐘有輝、林雪卿、董振平等十人組織「十青版畫會」，利用各種版種技法和照相併用技法嘗試了不少新的素材，開拓了版畫的表現領域。其中會員如董振平、鐘有輝、楊明迭、楊成愿、龔智明等皆曾於國際版畫中獲得優異獎項，並且由於版畫觀念的擴張及創作的啟發，很多會員也都是複合創作型藝術家，有製作油畫、水墨、雕塑、攝影及混合媒材表現者，於七○年代可說是臺灣複合媒體藝術創作的先趨團體，並且確立版畫家創作的新方向。這一個在臺灣成長的第二代現代版畫團體組織，將現代版畫藝術帶入另一個空前蓬勃發展的階段。由於現代版畫觀念與技法之推動，自1973年以後多數畫家兼有各種版種併用的習慣，除廖修平精於銅版畫之外，1967年自日本留學回國的陳景容於中國文化學院擔任銅版畫課程，由於對版畫有豐富的創作經驗和研究，而被聘參與國立編譯館國中教科書之編寫，曾二度在中華民國版畫學會年會中示範凹版技法及倡導銅版畫；而李焜培、陳國展等人亦擅長於銅版畫創作。此外，另有一批中堅畫家如林智信、吳昊、潘元石、倪朝龍、邱忠均等則仍堅持木刻版畫創作，題材的立足本土，使這些版畫形成了明顯的地方特色與鄉土情懷。
到了八○年代初，政府除了致力於經濟與科技的發展外，更積極地進行藝術文化發展與交流的工作，行政院文化建設委員會自1981年成立以來，本著「傳統與創新」的原則，致力於文化藝術的推展工作，鑒於國內對於參與大型國際美展的需求逐日昇高，並且臺灣以自身可觀的經濟長力，而版畫由於郵寄方便，成為最便捷的國際文化交流尖兵，自1983年起開始辦理「中華民國國際版畫雙年展」。中華民國國際版畫雙年展自舉辦以來，吸引世界數十個國家，數以千計的藝術家參與。此展的積極意義不只是可以讓更多的國際知名藝術家到我國來展出，擴展國人的審美視野，提升我國文化形象，更能刺激國內的版畫家拓寬藝術領域，豐富表現技法等形成實質的影響，在國際版畫中大放異彩。
1987年的政治解嚴，提供給國內藝術家幾乎毫無限制的創作空間。九○年代版畫的面貌多元，只要合於間接式複數的定義，可用單刷，可用電腦，可用影印，可用照像顯影，可以翻模，可以印後再拼貼，可以是平面，也可以是立體，表現領域寬廣自由。

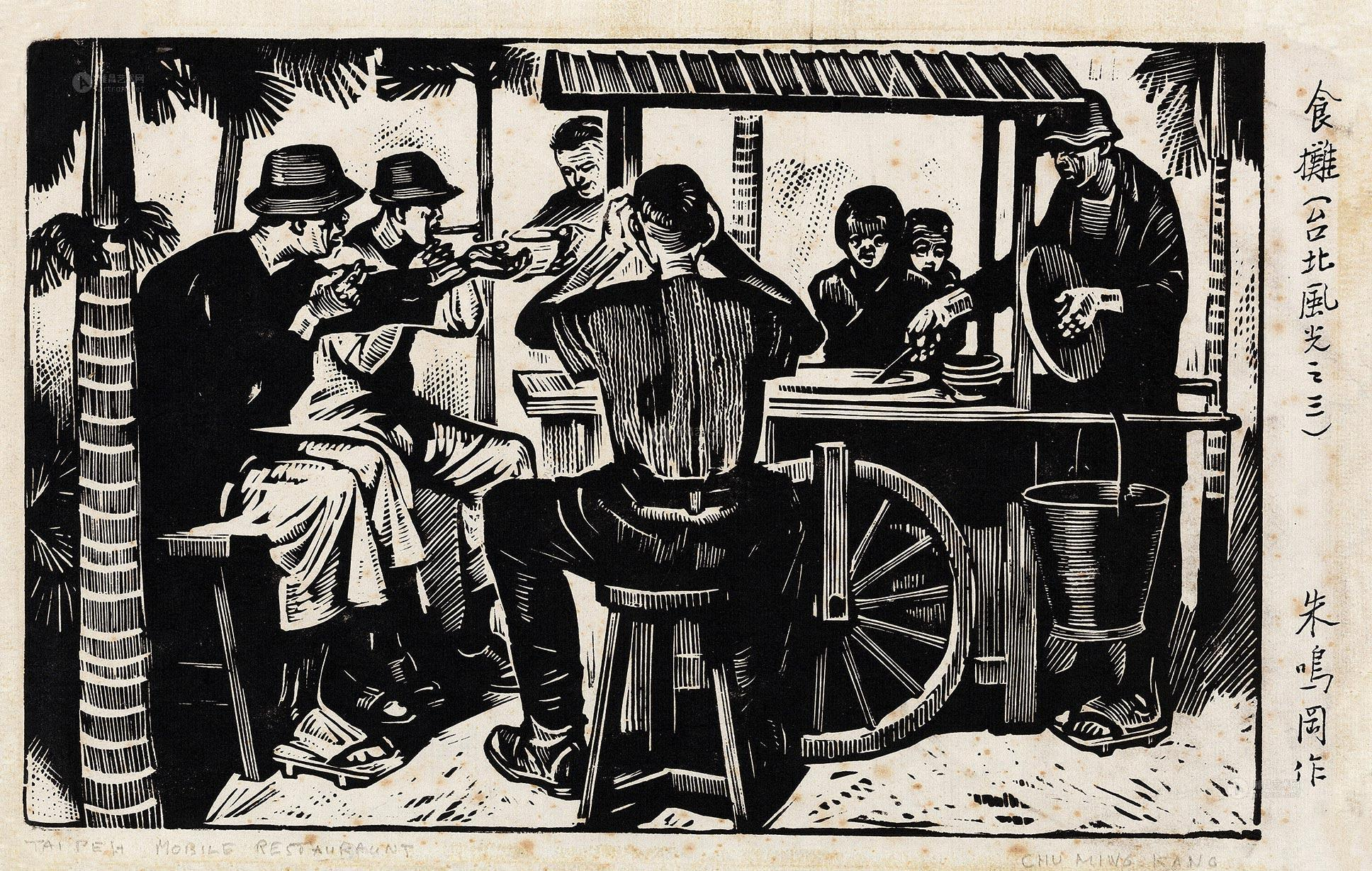
朱鳴岡作品〈食攤〉（臺北風光之三）
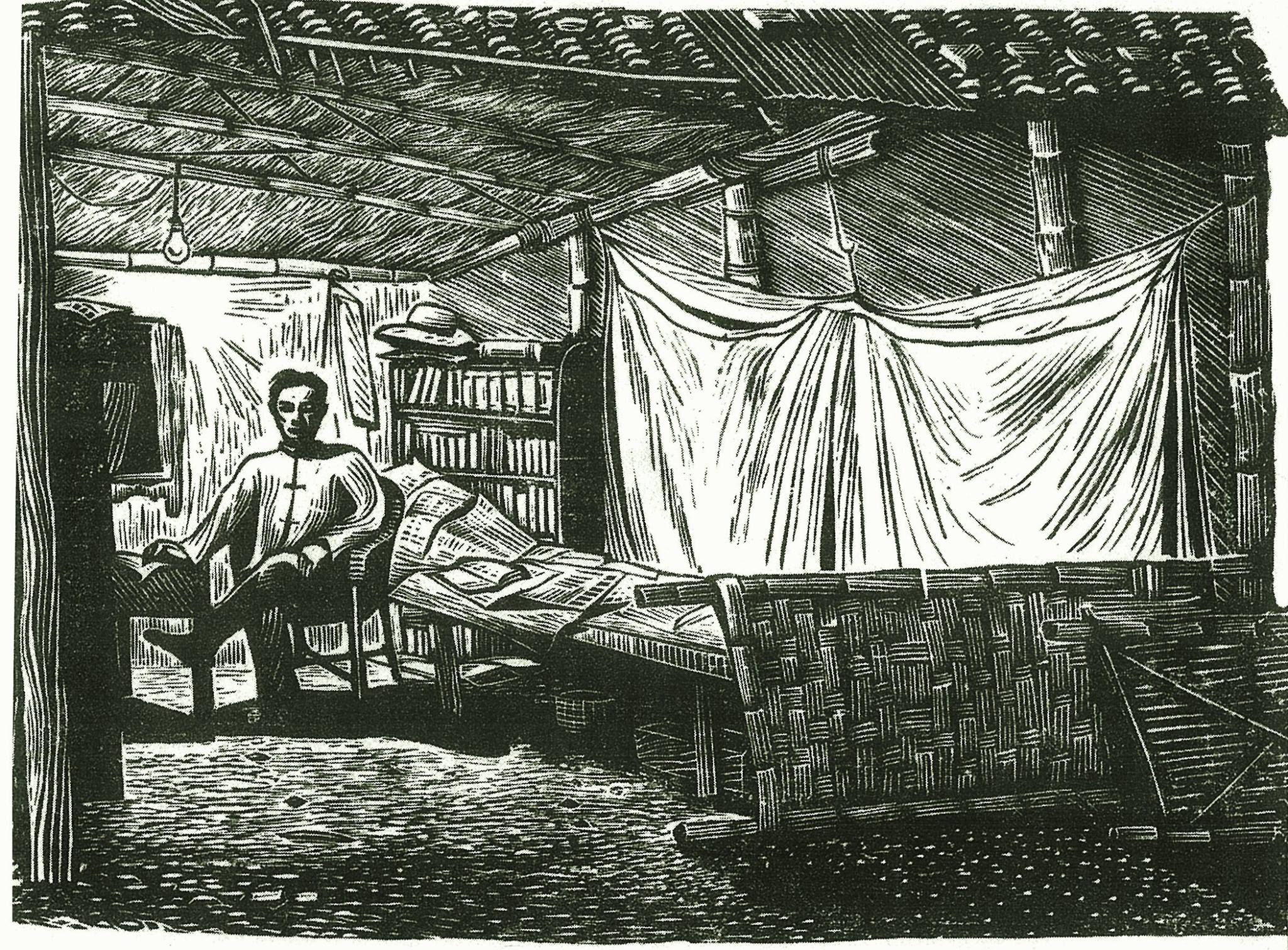
黃榮燦作品〈台灣農民作家楊逵之家〉
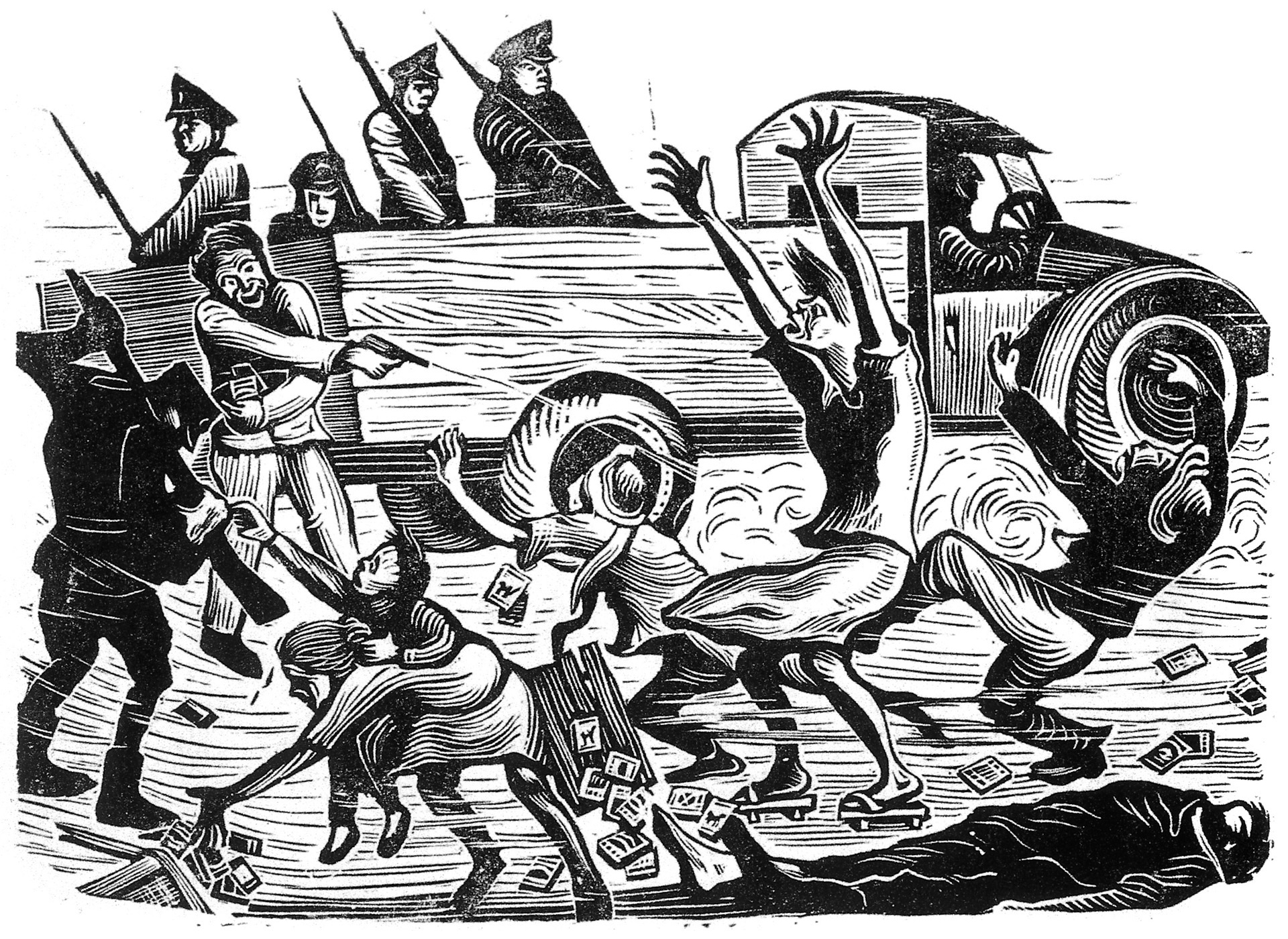
黃榮燦作品〈恐怖的檢查〉